# معركة سفيتلودارسك
حدثت معركة سفيتلودارسك  كجزء من الحرب في دونباس بالقرب من سفيتلودارسك، دونيتسك أوبلاست. ووصفت بأنها «أكثر المعارك دموية في 5 أشهر».

## المعركة
ليس من الواضح من الذي بدأ القتال العنيف بالقرب من سفيتلودارسك في 18 ديسمبر 2016، حيث اتهم كلا الجانبين بعضهما البعض ببدء المعركة. وبحسب الأوكرانيين، شن الانفصاليون ثلاث هجمات على مواقع أوكرانية، تم صدها جميعًا. وأثناء القتال، ورد أن الانفصاليين أجروا ثلاث جولات قصف لمواقع أوكرانية، استغرقت كل منها ثلاث إلى ست ساعات. وزُعم أن القصف جاء من مناطق سكنية في قرية كالينيفكا وبلدات فوهليهيرسك وديبالتسيفي، مما منع الجيش الأوكراني من الرد خوفًا من إلحاق خسائر مدنية محتملة. كما زعمت القوات الأوكرانية أنها تقدمت 1.5 كيلومترا بالقرب من قرية لوهانسك،  واستولت على ارتفاع استراتيجي من الانفصاليين. وفقًا للانفصاليين، بدأ القتال عندما تعرضوا لهجوم من قبل الجيش الأوكراني بالقرب من دبالتسيف، لكنهم تمكنوا في النهاية من صد الهجوم. وفقًا لمسؤول انفصالي في جمهورية لوهانسك الشعبية، شن 40 جنديًا أوكرانيًا الهجوم، بدعم من نيران المدفعية الثقيلة، حيث تم إطلاق 150 قذيفة بالقرب من قرية كالينيفكا. وإجمالا، تم تسجيل 2900 انفجار في المنطقة خلال النهار، معظمها حول سفيتلودارسك.
في وقت لاحق، أفيد أنه في 18 ديسمبر، استولى الأوكرانيون على أربع أو خمس نقاط أخرى على الضفة اليسرى لبركة هريازيفسكي بعد شن هجومهم.
وبحسب ما ورد تم صد هجوم انفصالي آخر في 20 ديسمبر، عندما حاولت ثلاث مجموعات من 3-5 مقاتلين مهاجمة مواقع أوكرانية بعد هجوم بقذائف الهاون. في 22 ديسمبر، أدى القصف الانفصالي إلى إصابة ما يقرب من اثني عشر جنديًا أوكرانيًا،  بينما أفادت ميليشيا جمهورية لوهانسك الشعبية عن محاولة اختراق أوكرانية من قبل 50 جنديًا وتم صد ثلاث مركبات قتالية بالقرب من دبالتسيف. في اليوم التالي، أعلن الأوكرانيون أن هجومًا بريًا انفصاليًا جديدًا مدعومًا بالقصف والعربات المدرعة قد بدء.
لأول مرة منذ ستة أيام، لم ينشب قتال في منطقة سفيتلودارسك في 24 ديسمبر،  بعد أن دخل وقف إطلاق النار العام حيز التنفيذ في منتصف الليل.

## النتائج
في 24 ديسمبر، أُجبرت بعثة المراقبة الخاصة التابعة لمنظمة الأمن والتعاون في أوروبا على إخلاء قاعدة دورياتها في سفيتلودارسك بسبب الهجمات المدفعية القريبة، وعادت في 26 ديسمبر.
في 25 ديسمبر، تبادل الجيش الأوكراني والانفصاليون جثث جنديين أوكرانيين ومقاتلَين انفصاليين قُتلوا أثناء القتال في سفيتلودارسك  في ششاستيا. وفي نفس اليوم، تم الإبلاغ عن جولة قصف جديدة في منطقة سفيتلودارسك.
في 28 ديسمبر، ورد أن الانفصاليين نشروا صواريخ غراد بالقرب من منطقة سفيتلودارسك.
في 4 فبراير 2017، اغتيل أوليغ أناشينكو بتفجير سيارة مفخخة في لوهانسك.